# Băleni, Bihor
Băleni este un sat în comuna Lazuri de Beiuș din județul Bihor, Crișana, România.

## Istoric
Dintre satele care alcătuiesc comuna Lazuri de Beiuș, Băleni apare primul în documente, în anul 1580, cu denumirea Bolilith (ulterior: 1588 Blylen; 1692 Belleleny; 1851-1928 Balaleny).

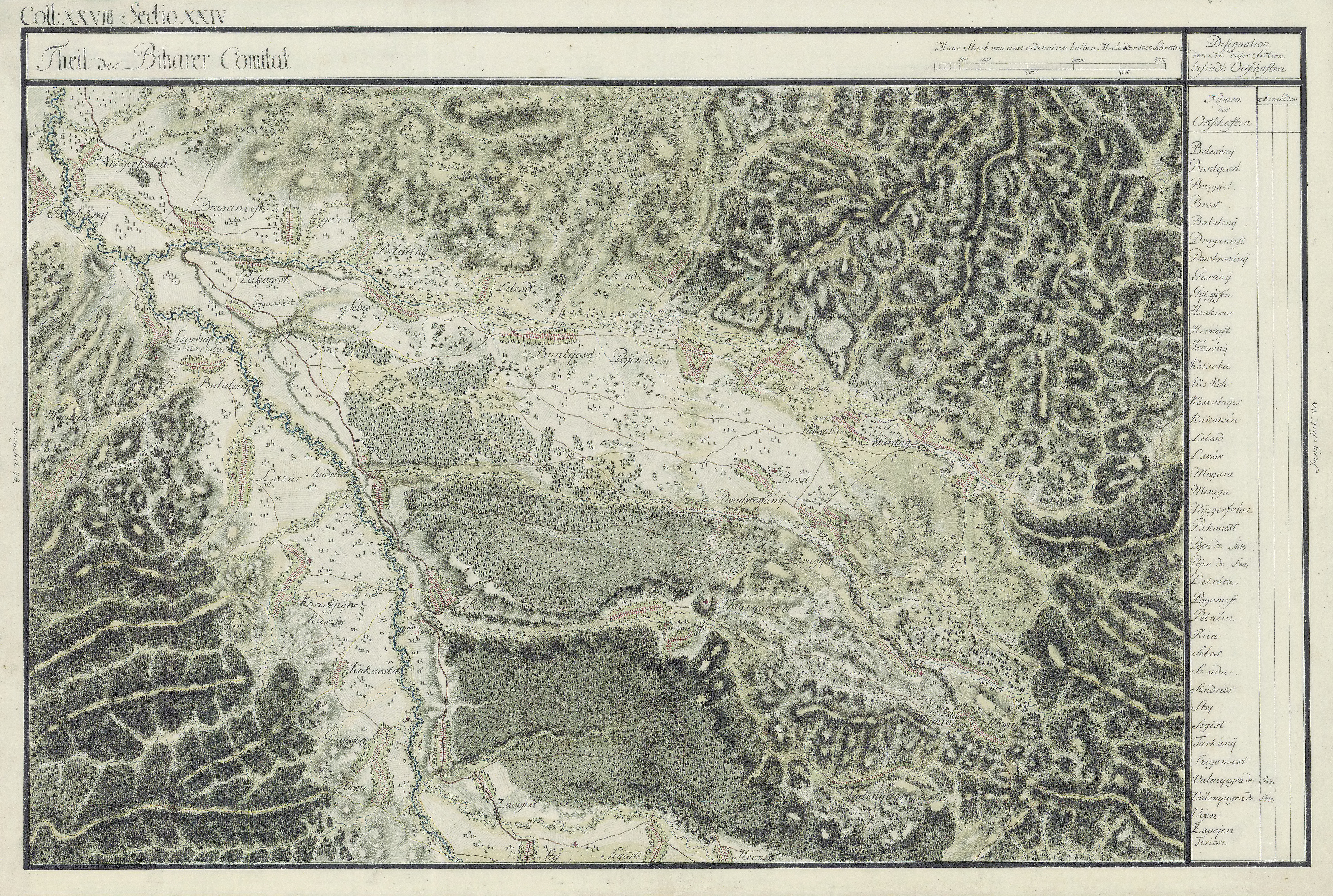
Băleni în Harta Iosefină a Comitatului Bihor, 1782-85

 Acest articol despre o localitate din județul Bihor este deocamdată un ciot. Puteți ajuta Wikipedia prin completarea lui.